# Forrest C. Donnell

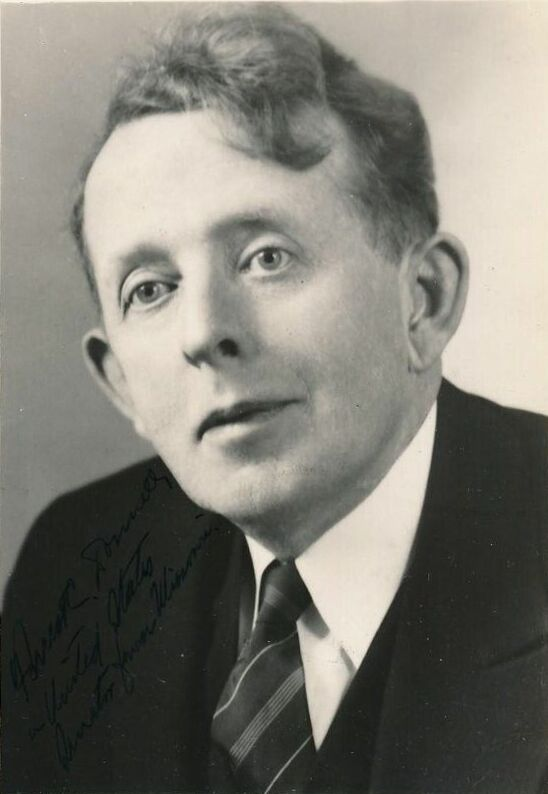
Forrest C. Donnell

Forrest C. Donnell (* 20. August 1884 in Quitman, Nodaway County, Missouri; † 3. März 1980 in St. Louis, Missouri) war ein US-amerikanischer Politiker und von 1941 bis 1945 der 40. Gouverneur von Missouri.

## Frühe Jahre und Aufstieg
Forrest Donnell besuchte die öffentlichen Schulen seiner Heimat und danach die University of Missouri, an der er unter anderem Jura studierte. Nach seinem Examen wurde er im Jahr 1907 als Rechtsanwalt zugelassen. Danach begann er in St. Louis in diesem Beruf zu arbeiten. Unter anderem vertrat er die Stadt Webster Grove juristisch. In den folgenden Jahrzehnten arbeitete er als Anwalt, bis er am 5. November 1940 als Kandidat der Republikanischen Partei zum neuen Gouverneur seines Staates gewählt wurde.

## Politische Laufbahn
Donnell trat sein neues Amt am 26. Februar 1941 an. Seine gesamte vierjährige Amtszeit wurde von den Ereignissen des Zweiten Weltkriegs überschattet, an dem die Vereinigten Staaten seit dem japanischen Angriff auf Pearl Harbor am 7. Dezember 1941 teilnahmen. Die Wirtschaftsproduktion Missouris musste, wie in allen anderen US-Bundesstaaten, auf den Rüstungsbedarf umgestellt werden. Soldaten mussten gemustert und den Streitkräften zur Verfügung gestellt werden. Im Land selbst entstanden zwei militärische Ausbildungslager.
Zwischen 1945 und 1951 vertrat Donnell seinen Staat als Senator im US-Kongress in Washington. Danach nahm er seine Anwaltstätigkeit in St. Louis wieder auf. Dort ist er am 3. März 1980 auch verstorben. Forrest Donnell war mit Hilda Hays verheiratet, mit der er zwei Kinder hatte.